# 1986 TR4
1986 TR4 är en asteroid i huvudbältet, som upptäcktes 11 oktober 1986 av den danska astronomen Poul Jensen vid Brorfelde-observatoriet.
Den har den diameter på ungefär 8 kilometer.